# Космические исследования Эстонии

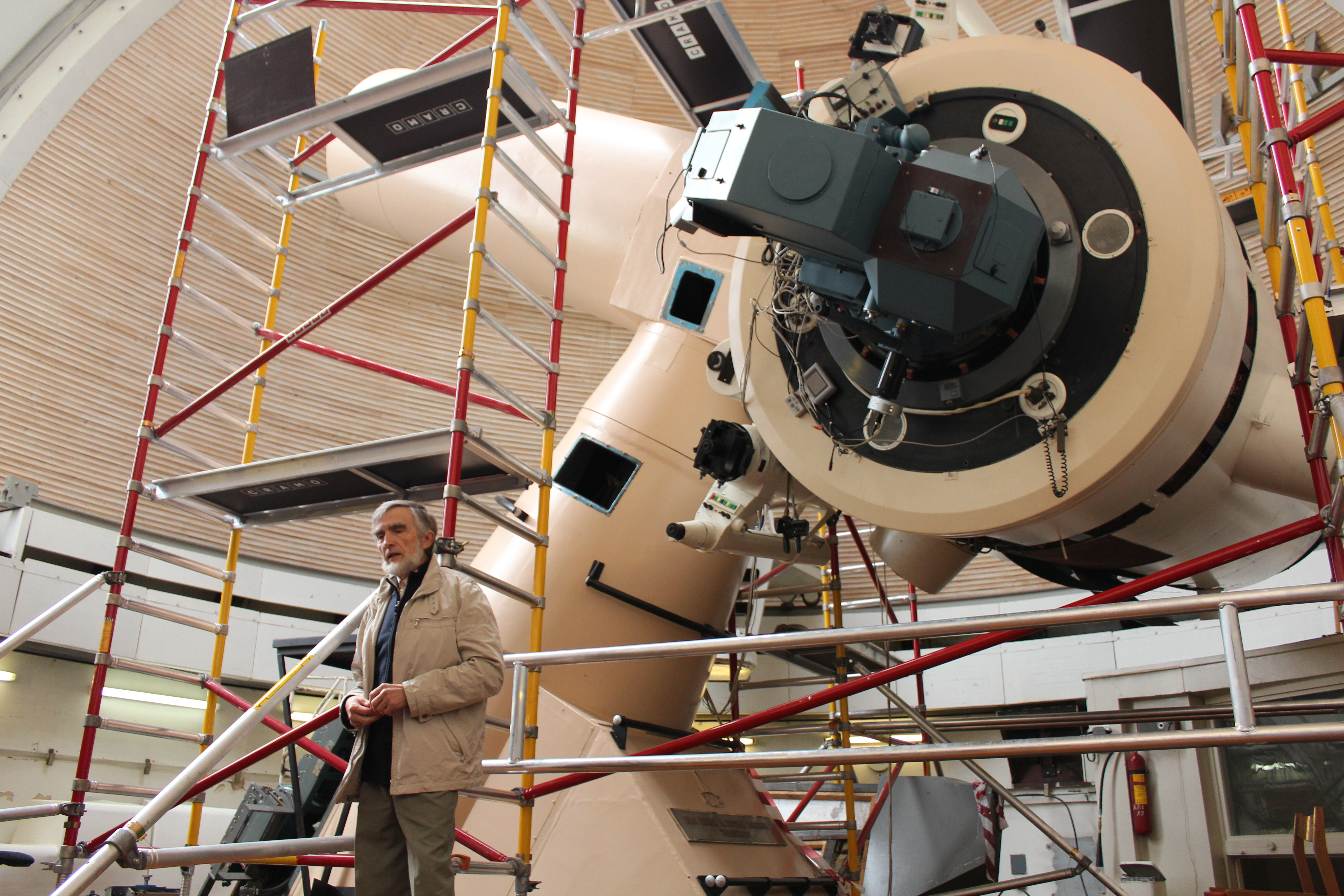
Тартуская обсерватория и её сотрудник Индрек Колка у крупнейшего телескопа

Космические исследования Эстонии уходят своими корнями в 1812 год, когда в Дерпте (ныне Тарту) была открыта обсерватория, изучавшая галактики и занимавшаяся теоретическим моделированием структуры Вселенной. Эта обсерватория является главным исследовательским центром в сфере астрономии и физике атмосферы, сосредоточенная в основном на изучении физики галактик, звёздной физики, удалённого наблюдения за атмосферой и поверхностью Земли. Именно в ней работал Яан Эйнасто, ставший одним из сооткрывателей «тёмной материи» и ячеистой структуры Вселенной.

## Станция «Мир»
Эстония внесла свой вклад в развитие советской космической программы. В 1970-е годы СССР начал выводить в космос орбитальные станции «Салют», оснащённые телефотометром «Микрон», разработанным на заводах Эстонской ССР. В середине 1980-х годов новый телеспектрометр «Фаза» был собран в Эстонской ССР и доставлен на станцию «Мир»: он находился снаружи модуля Квант-2 и использовался для наблюдения за атмосферой и загрязняющими её веществами. Телеспектрометр «Фаза» ранее работал на станции «Салют-7», которая в 1991 году после неконтролируемого снижения упала в Южной Америке. После полёта на станцию «Мир» советско-австрийского экипажа телеспектрометр был окончательно отключён.

## Текущая деятельность

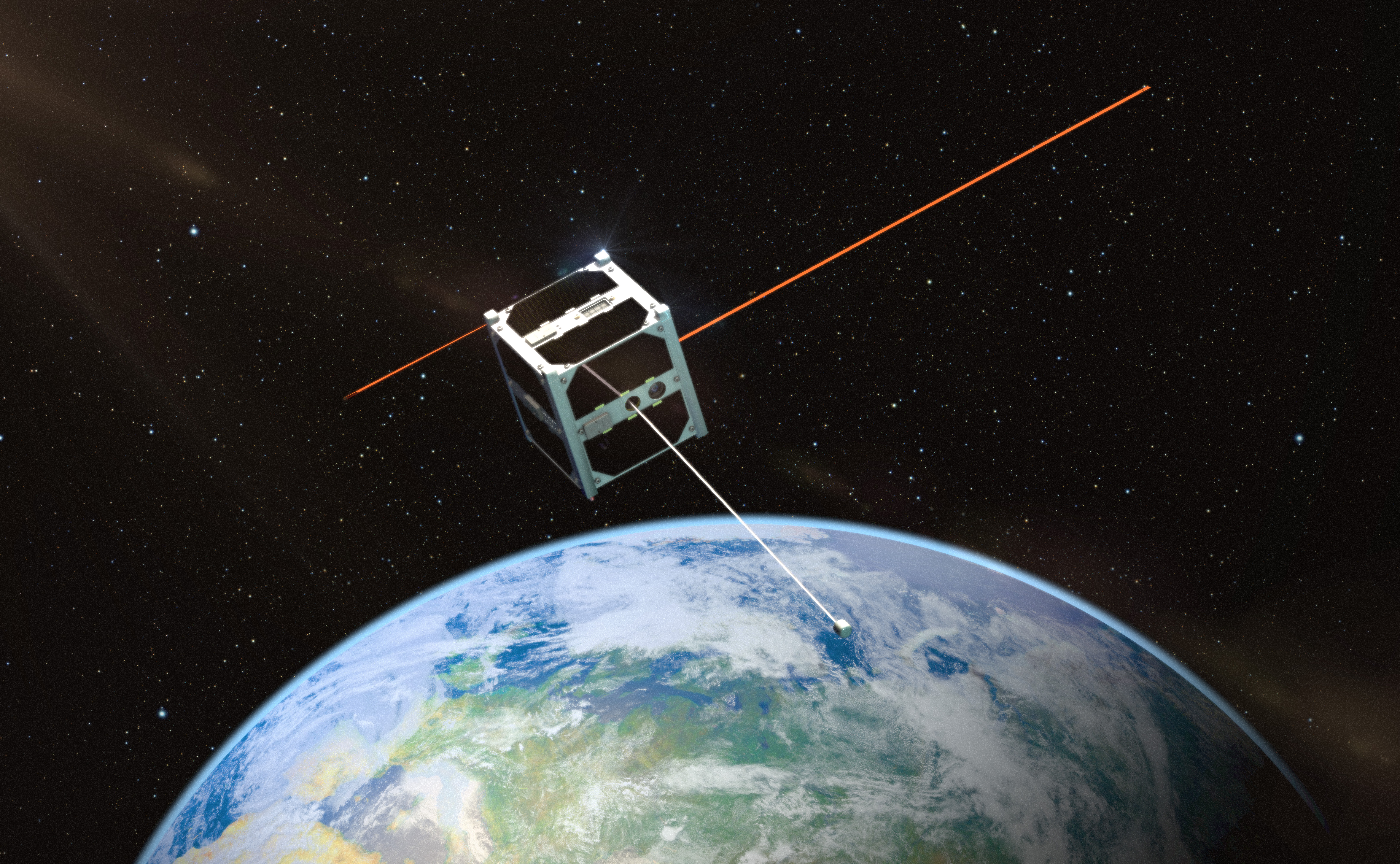
Спутник ESTCube-1

В 2007 году Эстония первой из стран Прибалтики подписала договор о сотрудничестве с Европейским космическим агентством. С 2015 года Эстония является членом агентства. До этого космические исследования Эстонии с 1991 года проводились только в области космологии. В настоящее время эстонские компании поставляют антенны для наземных станций, используемых для связи со спутниками и даже в программе «Mars Express». Одна из эстонских компаний даже разработала структуру рефлектора антенны для 35-метрового радиотелескопа ЕКА в Австралии.
В течение нескольких лет эстонские учёные работали над радиотелескопом Gaia, запущенным в 2013 году для исследования яркости и определения координат множества космических объектов (в том числе и во Млечном пути). Эстонские учёные при разработке радиотелескопа давали рекомендации по поводу применения спектрофотометрии для определения параметров выбранных объектов. В мае 2013 года был запущен спутник ESTCube-1, который предназначен для сбора информации о солнечном ветре — это был результат совместной работы с финскими учёными.